# アジアン・カルチュラル・カウンシル
アジアン・カルチュラル・カウンシル (略称: ACC)は、アメリカ・ニューヨークに本部を構える非営利の財団である。ビジュアルアートおよびパフォーマンスアートの領域で、アメリカとアジア、またはアジア諸国間における文化交流を支援している。

## 沿革
1963年、ジョン・D・ロックフェラー三世によって、ロックフェラー三世基金（JDR 3rd Fund）のアジア文化交流プログラム（Asian Cultural Program）が設立された。ロックフェラー三世が他界した後、夫人のブランシェット・H・ロックフェラーが意思を引き継ぎ、1980年、アジアン・カルチュラル・カウンシル(ACC)として設立された。現在、ニューヨーク本部の他に、香港、マニラ、台北、東京にオフィスがある。1963年のロックフェラー三世基金発足から2010年までの間に、おおよそ6,000人のアジア・アメリカにおけるアーティスト、学者や専門家への助成を行ってきた。現在、年間で約160件の助成を行っており、その年間予算は、財団、企業、そして個人からの寄付収入と献金によって成り立っている。

## 目標
ACCの主な目的は、アジアとアメリカ、または、アジア諸国間の文化交流のための支援を提供することである。アジアの領域は、アフガニスタンから日本までとされている。